# Клошани (Горж)
Клошани (рум. Cloșani) насеље је у Румунији у округу Горж у општини Падеш. Oпштина се налази на надморској висини од 351 m.

## Становништво
Према подацима из 2002. године у насељу је живело 1111 становника, од којих су сви румунске националности.